# Haluzînți, Derajnea
Haluzînți (în ucraineană Галузинці) este o comună în raionul Derajnea, regiunea Hmelnîțkîi, Ucraina, formată numai din satul de reședință.

## Demografie
Componența lingvistică a comunei Haluzînți
     Ucraineană (95,96%)
     Rusă (2,54%)
     Alte limbi (1,2%)
Conform recensământului din 2001, majoritatea populației comunei Haluzînți era vorbitoare de ucraineană (95,96%), existând în minoritate și vorbitori de rusă (2,54%).